# Heteronyx crinitus
Heteronyx crinitus är en skalbaggsart som beskrevs av Blackburn 1910. Heteronyx crinitus ingår i släktet Heteronyx och familjen Melolonthidae. Inga underarter finns listade i Catalogue of Life.